# Wegkreuz (Poppenroth, Ruhstraße)

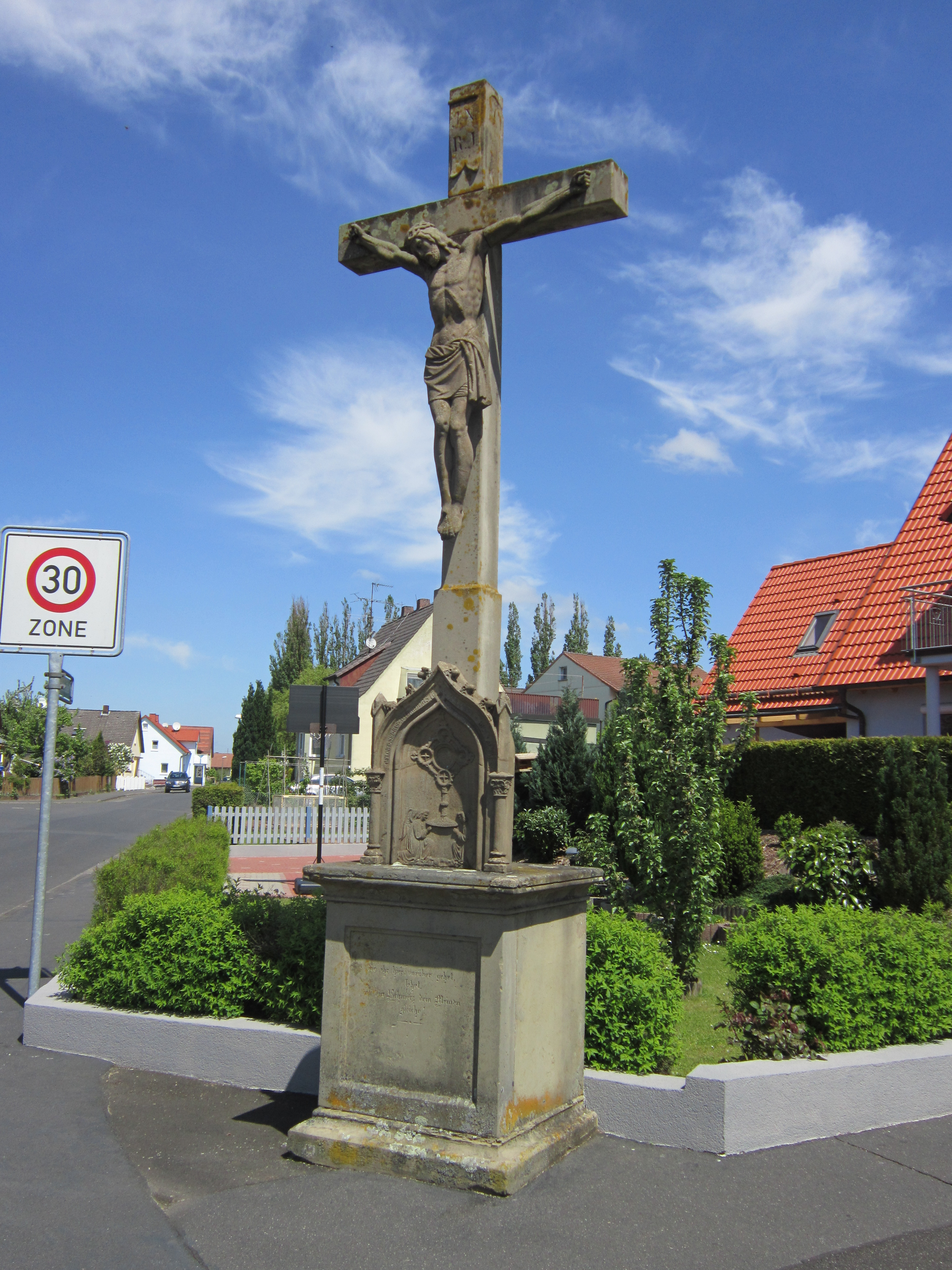
Kruzifix, Ruhstraße, Poppenroth

Das Kruzifix an der Ruhstraße befindet sich in Poppenroth, einem Stadtteil von Bad Kissingen, der Großen Kreisstadt des unterfränkischen Landkreises Bad Kissingen an der Straßengabelung Poppenrother Straße / Ruhstraße, ehemals Poppenrother Höhe Nr. 88. Es gehört zu den Bad Kissinger Baudenkmälern und ist unter der Nummer D-6-72-114-385 in der Bayerischen Denkmalliste registriert.

## Beschreibung
Das Kruzifix entstand im Jahr 1858 und besteht aus Gelbem Sandstein. Das etwa 558 cm hohe Kruzifix ist vierteilig. Auf einem 128 cm hohen Tischsockel befindet sich ein 90 cm hohe Montranzaltärchen und dahinter ein 4,30 m hohes Hochkreuz mit einem etwa 150 cm hohen Korpus und einer Inschrifttafel: „IN/RI“. Der Tischsockel besteht aus einer Basis (Platte: H = 12 cm, 103 cm × 98 cm) mit Kehle und 9 cm hohen eingezogenem Gurt audf Prismaweite: 87 cm × 87 cm, H = 90 cm. Darauf befindet sich eine profilierte, 15 cm hohe Abschlussplatte mit Gurt, Kehle, Wulst und Platte, auskragend auf 103 cm × 97 cm. Die Gesamthöhe des Sockels beträgt 128 cm. Das Altärchen mit Kielbogen hat eine Höhe von 90 cm und eine Basisweite von 72 cm. und zwei flankierende neugotische Türmchen auf Säulchen (9 cm × 10 cm). Das Innenrelief besteht aus einer Monstranz, die von zwei adorierenden Engeln getragen wird. Der Kreuzsockel ist 128 cm hoch und hat die Maße 23 cm × 24 cm. Der Kreuzbalken hat etwa die Maße 19 cm × 19 cm, der Querbalken je etwa 60 cm. Die Inschrift im Nischenrahmen (63 cm × 64 cm) lautet in gotischer Schrift:

„Die ihr hier vorübergeht /
seht /
ob ein Schmerz dem Meinem /
gleiche“

Auf der Rückseite steht:

„Gestiftet /
 von /
Nikolaus Schmitt /in Poopenroth /1858“

Die Inschrift im Altarrahmen lautet:

„Gelobt sei (das heilige) Sakrament des Altares!“

Das Kruzifix wurde im Jahr 1970 revoviert und später umgesetzt.